# Presbytère de Saint-Laurent-du-Maroni
Le presbytère de Saint-Laurent-du-Maroni est un presbytère situé dans la ville de Saint-Laurent-du-Maroni. 
Le presbytère en totalité avec son escalier, ainsi que sa parcelle avec les clôtures, les caniveaux, le puits et les dépendances sont inscrits au titre des monuments historiques par arrêté du 29 mars 2016.